# Strongylosoma pictum
Strongylosoma pictum är en mångfotingart som beskrevs av Carl 1912. Strongylosoma pictum ingår i släktet Strongylosoma och familjen orangeridubbelfotingar. Inga underarter finns listade i Catalogue of Life.